# Brácana (Granada)
Brácana es una localidad y pedanía española perteneciente al municipio de Íllora, en la provincia de Granada, comunidad autónoma de Andalucía. Está situada en la parte centro-sur de la comarca de Loja. Cerca de esta localidad se encuentran los núcleos de Tocón, Alomartes, Loreto y Moraleda de Zafayona y Villanueva Mesia.
Ubicada en la falda de la Sierra de Parapanda, a doce kilómetros de la capital ilurquense, Brácana es la pedanía más pequeña de las cinco que componen el término municipal.

## Toponimia
Su nombre deriva del topónimo céltico latinizado de la misma familia de las «Bracara» ( hoy Braga) y «Bragantia» (la actual Braganza) de la antigua «Gallaecia»  , familia indudablemente céltica. El único gentilicio que se emplea es el de bracanero/a.

## Cultura

### Monumentos
Los monumentos más destacables de esta localidad son la Torre de la Encantada, de planta octogonal, y que en época nazarí se encargaba de la vigilancia de la vega del Genil; así como la Capilla de los Dávila, un edificio religioso levantado en el siglo XIX en la plaza de San Luis. Y la Iglesia Parroquial de Nuestra Señora de las Mercedes, levantada por el pueblo en el año 2016.

### Fiestas
El 15 de agosto se celebra la tradicional Romería en Honor de Nuestra Señora de las Mercedes.
Las fiestas patronales de Brácana se celebran en torno al cuarto fin de semana de agosto en honor a Nuestra Señora de las Mercedes. Posteriormente, el 24 de septiembre tiene lugar la procesión en honor a su patrona. 
El domingo anterior al Miércoles de Ceniza se festeja el día de Atar el diablo, en el que el pueblo acude al Puente de Castilla y se celebra una comida campestre. Es costumbre hacer nudos a las retamas simbolizando este hecho.